# Myrtle McAteer
Myrtle McAteer (née le 12 juin 1878 à Pittsburgh et décédée le 26 octobre 1952 à Los Angeles) est une joueuse de tennis américaine de la fin du XIXe siècle et du début du XXe, l'une des meilleures de son pays. 
Elle s'est imposée en 1900 à l'US Women's National Championship (en simple) et en 1899 et 1901 (en double dames).
Elle s'est aussi illustrée au tournoi de Cincinnati dont elle a remporté les deux premières éditions en simple en 1899 et 1900.

## Palmarès (partiel)

### Titres en simple dames
| No | Date       | Nom et lieu du tournoi                  | Catégorie | Surface      | Finaliste         | Score              |          |
| -- | ---------- | --------------------------------------- | --------- | ------------ | ----------------- | ------------------ | -------- |
| 1  | 1899       | Cincinnati tournament, Cincinnati       |           | Dur (ext.)   | Juliette Atkinson | 7-5, 6-1, 4-6, 8-6 |          |
| 2  | 1900       | Cincinnati tournament, Cincinnati       |           | Dur (ext.)   | Maud Banks        | 6-4, 6-8, 6-2, 6-3 |          |
| 3  | 19-06-1900 | US National Championships, Philadelphie | G. Chelem | Gazon (ext.) | Edith Parker      | 6-2, 6-0, 6-0      | Parcours |
| 4  | 1904       | Cincinnati tournament, Cincinnati       |           | Dur (ext.)   | Winona Closterman | 7-5, 6-3           |          |

### Finales en simple dames
| No | Date       | Nom et lieu du tournoi                  | Catégorie | Surface      | Vainqueure        | Score                   |          |
| -- | ---------- | --------------------------------------- | --------- | ------------ | ----------------- | ----------------------- | -------- |
| 1  | 25-06-1901 | US National Championships, Philadelphie | G. Chelem | Gazon (ext.) | Elisabeth Moore   | 6-4, 3-6, 7-5, 2-6, 6-2 | Parcours |
| 2  | 1903       | Cincinnati tournament, Cincinnati       |           | Dur (ext.)   | Winona Closterman | 6-1, 5-7, 6-4           |          |
| 3  | 1905       | Cincinnati tournament, Cincinnati       |           | Dur (ext.)   | May Sutton        | 6-0, 6-0                |          |

### Titres en double dames
| No | Date       | Nom et lieu du tournoi                 | Catégorie | Surface      | Partenaire        | Finalistes                      | Score         |          |
| -- | ---------- | -------------------------------------- | --------- | ------------ | ----------------- | ------------------------------- | ------------- | -------- |
| 1  | 21-06-1899 | US National Championships Philadelphie | G. Chelem | Gazon (ext.) | Jane Craven       | Maud Banks Elizabeth Rastall    | 6-4, 6-1, 7-5 | Parcours |
| 2  | 1899       | Cincinnati tournament Cincinnati       |           | Dur (ext.)   | Juliette Atkinson | Winona Closterman Julia Doherty | 6-1, 6-2, 6-3 |          |
| 3  | 1900       | Cincinnati tournament Cincinnati       |           | Dur (ext.)   | Maud Banks        | Winona Closterman Mardi Hunt    | 6-1, 6-0      |          |
| 4  | 25-06-1901 | US National Championships Philadelphie | G. Chelem | Gazon (ext.) | Juliette Atkinson | Marion Jones Elisabeth Moore    | Forfait       | Parcours |
| 5  | 1904       | Cincinnati tournament Cincinnati       |           | Dur (ext.)   | Marie Wimer       | Winona Closterman Carrie Neely  | 6-3, 6-4      |          |
| 6  | 1905       | Cincinnati tournament Cincinnati       |           | Dur (ext.)   | Helen Homans      | May Sutton Lula Belden          | 6-1, 6-3      |          |

### Finales en double dames
| No | Date       | Nom et lieu du tournoi                 | Catégorie | Surface      | Vainqueures                    | Partenaire  | Score         |          |
| -- | ---------- | -------------------------------------- | --------- | ------------ | ------------------------------ | ----------- | ------------- | -------- |
| 1  | 19-06-1900 | US National Championships Philadelphie | G. Chelem | Gazon (ext.) | Hallie Champlin Edith Parker   | Marie Wimer | 9-7, 6-2, 6-2 | Parcours |
| 2  | 1903       | Cincinnati tournament Cincinnati       |           | Dur (ext.)   | Winona Closterman Carrie Neely | Marie Wimer | 6-3, 8-6      |          |

### Finale en double mixte
| No | Date       | Nom et lieu du tournoi                 | Catégorie | Surface      | Vainqueures                 | Partenaire    | Score         |          |
| -- | ---------- | -------------------------------------- | --------- | ------------ | --------------------------- | ------------- | ------------- | -------- |
| 1  | 25-06-1901 | US National Championships Philadelphie | G. Chelem | Gazon (ext.) | Marion Jones Raymond Little | Clyde Stevens | 6-4, 6-4, 7-5 | Parcours |

## Parcours en Grand Chelem (partiel)
Si l’expression « Grand Chelem » désigne classiquement les quatre tournois les plus importants de l’histoire du tennis, elle n'est utilisée pour la première fois qu'en 1933, et n'acquiert la plénitude de son sens que peu à peu à partir des années 1950.

### En simple dames
| Année | - | - | Championnat de France | Championnat de France | Wimbledon | Wimbledon | US National   | US National     |
| ----- | - | - | --------------------- | --------------------- | --------- | --------- | ------------- | --------------- |
| 1899  | - | - | -                     | -                     | -         | -         | 1/4 de finale | Maud Banks      |
| 1900  | - | - | -                     | -                     | -         | -         | Victoire      | Edith Parker    |
| 1901  | - | - | -                     | -                     | -         | -         | Ch. R. finale | Elisabeth Moore |

À droite du résultat, l’ultime adversaire.

### En double dames
| Année | - | - | Championnat de France | Championnat de France | Wimbledon | Wimbledon | US National          | US National              |
| ----- | - | - | --------------------- | --------------------- | --------- | --------- | -------------------- | ------------------------ |
| 1899  | - | - | -                     | -                     | -         | -         | Victoire Jane Craven | Maud Banks E. Rastall    |
| 1900  | - | - | -                     | -                     | -         | -         | Finale Marie Wimer   | H. Champlin Edith Parker |
| 1901  | - | - | -                     | -                     | -         | -         | Victoire J. Atkinson | Marion Jones E. Moore    |

Sous le résultat, la partenaire ; à droite, l’ultime équipe adverse.

### En double mixte
| Année | - | - | Championnat de France | Championnat de France | Wimbledon | Wimbledon | US National          | US National            |
| 1901  | - | - | -                     | -                     | -         | -         | Finale Clyde Stevens | Marion Jones R. Little |

Sous le résultat, le partenaire ; à droite, l’ultime équipe adverse.